# Bodíky
Bodíky és un poble i municipi d'Eslovàquia que es troba a la regió de Trnava, a l'oest del país.

## Història
La primera menció escrita de la vila es remunta al 1272.

## Demografia
| Godina             | 1994 | 2004    | 2014   | 2024    |
| ------------------ | ---- | ------- | ------ | ------- |
| Nombre de persones | 362  | 288     | 268    | 296     |
| Diferència         |      | −20,44% | −6,94% | +10,44% |

| Godina             | 2023 | 2024 |
| ------------------ | ---- | ---- |
| Nombre de persones | 296  | 296  |
| Diferència         |      | +0%  |